# 51e méridien ouest
En géographie, le 51e méridien ouest est le méridien joignant les points de la surface de la Terre dont la longitude est égale à 51° ouest.

## Géographie

### Dimensions
Comme tous les autres méridiens, la longueur du 51e méridien correspond à une demi-circonférence terrestre, soit 20 003,932 km. Au niveau de l'équateur, il est distant du méridien de Greenwich de 5 677 km,.
Avec le 129e méridien est, il forme un grand cercle passant par les pôles géographiques terrestres.

### Régions traversées
En commençant par le pôle Nord et descendant vers le sud au pôle Sud, Le 51e méridien ouest passe par:
| Coordonnées          | Pays, territoire ou mer   | Notes |
| -------------------- | ------------------------- | --- |
| 90° 00′ N, 51° 00′ O | Océan Arctique            | |
| 83° 39′ N, 51° 00′ O | Mer de Lincoln            | |
| 82° 31′ N, 51° 00′ O | Groenland                 | Péninsule Wulff (en) |
| 82° 24′ N, 51° 00′ O | Fjord Sherard Osborn (en) | |
| 81° 57′ N, 51° 00′ O | Groenland                 | Passe par plusieurs fjords, la péninsule de Nuussuaq et l'Île Alluttoq |
| 69° 32′ N, 51° 00′ O | Baie de Disko             | |
| 69° 20′ N, 51° 00′ O | Groenland                 | Passe par plusieurs fjords |
| 63° 08′ N, 51° 00′ O | Océan Atlantique          | |
| 3° 06′ N, 51° 00′ O  | Brésil                    | Amapá Pará — à partir de 0° 00′ N, 51° 00′ O, passe par plusieurs îles dans l'embouchure du fleuve Amazone Mato Grosso — à partir de 9° 48′ S, 51° 00′ O Goiás — à partir de 14° 37′ S, 51° 00′ O Mato Grosso do Sul — à partir de 19° 24′ S, 51° 00′ O Minas Gerais — à partir de 19° 38′ S, 51° 00′ O São Paulo — à partir de 20° 05′ S, 51° 00′ O Paraná — à partir de 22° 47′ S, 51° 00′ O Santa Catarina — à partir de 26° 14′ S, 51° 00′ O Rio Grande do Sul — à partir de 27° 58′ S, 51° 00′ O, passe par Lagoa dos Patos |
| 31° 20′ S, 51° 00′ O | Océan Atlantique          | |
| 60° 00′ S, 51° 00′ O | Océan Austral             | |
| 77° 01′ S, 51° 00′ O | Antarctique               | Liste des territoires revendiqués à la fois par l' Argentine et le Royaume-Uni (Territoire antarctique britannique) |